# Truppenübungsplatz Ādaži

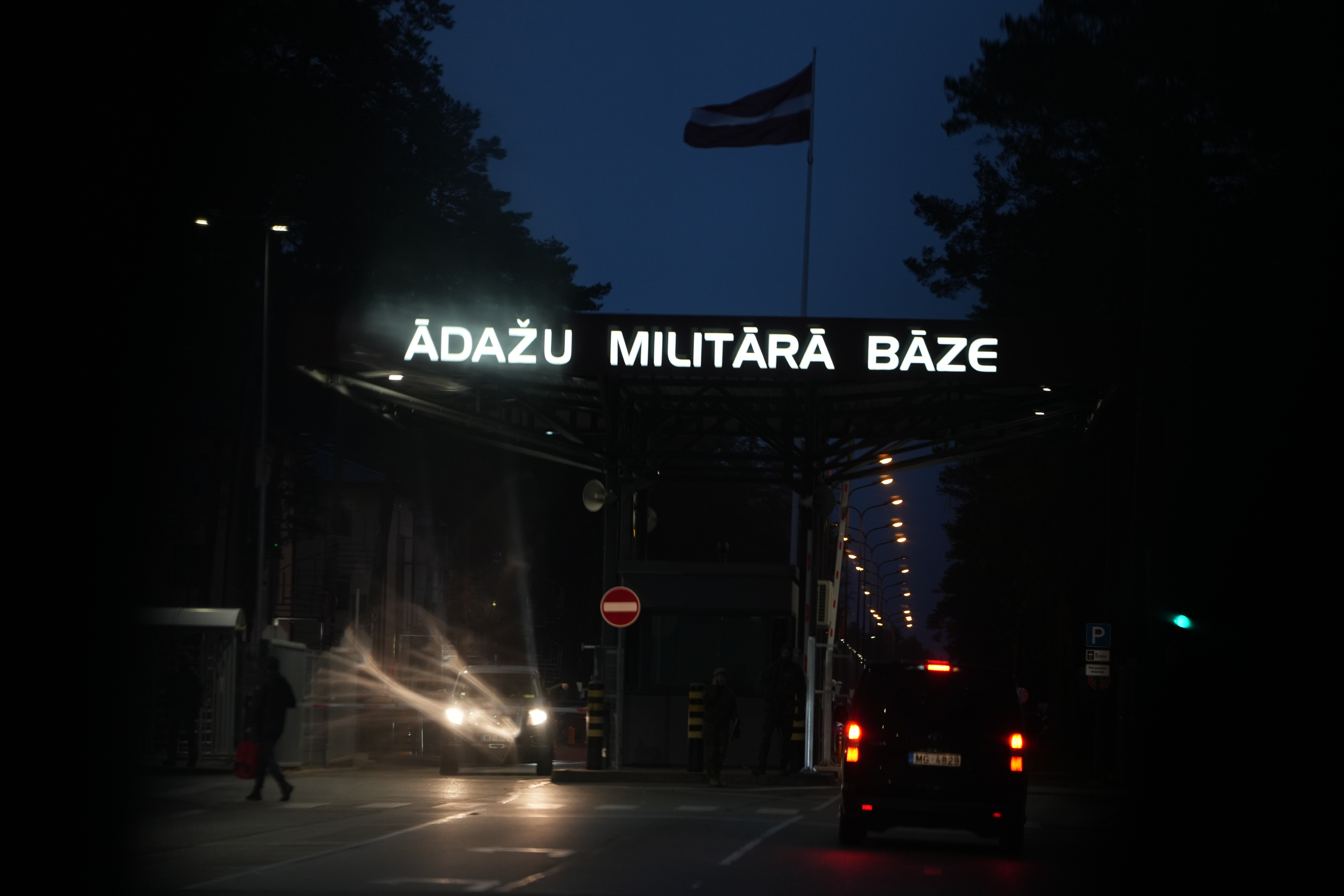
2024

Der Truppenübungsplatz Ādaži ist ein Truppenübungsplatz in Lettland. Er befindet sich nordöstlich von Ādaži im Bezirk Ādaži, ca. 25 km nordöstlich Rigas. Das Territorium beträgt 7950 ha. Im Südwesten des Areals befindet sich das gleichnamige Camp Ādaži, in dem das Gros der Lettischen Landstreitkräfte und der NATO Battlegroup Latvia stationiert sind. 
Das militärische Übungsgelände wurde 1927 von den lettischen Streitkräften gegründet.

## Geschichte (seit 2014)
Nach der Entscheidung der NATO auf ihrem Gipfel 2014 in Wales begann in Ādaži der Aufbau der NATO Battlegroup Latvia, die seinerzeit der lettischen Infanteriebrigade unterstellt wurde. Die Führungsnation der Battlegroup wurde Kanada, die diesen Einsatz als Operation REASSURANCE bezeichnet.
Als Folge der russischen Vollinvasion des Ukraine beschloss die Allianz auf ihrem Gipfel in Madrid 2022 die kanadisch geführte Präsenz auf Brigadestärke zu vergrößern. Hierzu begann im Anschluss der Ausbau der Infrastruktur in Ādaži. Der Kasernenbereich der sich abwechselnden dänischen und schwedischen Kontingente wurde 2024 als Camp Valdemar eröffnet.

## Stationierte Truppen
- Hauptquartier der Multinational Division North (HQ MND N), seit 2019[4]
  - Infanteriebrigade des Lettischen Heers
  - Multinational Brigade & Battlegroup Latvia, seit 2024 (zuvor ab 2017 lediglich die NATO eFP Battlegroup Latvia)[5]
- Rotierende Artilleriebrigaden der US Army im Rahmen der Operation Atlantic Resolve[6]